# Austrosquilla tsangi
Austrosquilla tsangi is een bidsprinkhaankreefensoort uit de familie van de Nannosquillidae. De wetenschappelijke naam van de soort is voor het eerst geldig gepubliceerd in 2001 door Ahyong.